# Ngöbe-Buglé

Bandeira Ngöbe-Buglé

Localização da comarca no Panamá.

Ngöbe-Buglé é uma comarca do Panamá com status de província. Possui uma área de 6.673,30 km² e uma população de 110.080 habitantes (censo 2000), perfazendo uma densidade demográfica de 16,50 hab./km².
Sua capital é a cidade de Chichica.
A comarca está dividida em 7 distritos (capitais entre parênteses):
- Besiko (Soloy)
- Kankintú (Bisira)
- Kusapín (Kusapín)
- Mirono (Hato Pilón)
- Müna (Chichica)
- Nole Duima (Cerro Iglesias)
- Ñürüm (Buenos Aires)